# Fronza Woods
Pour les articles homonymes, voir Woods.
Fronza Woods née en 1950 à Détroit, est une cinéaste américaine. Elle fait partie des pionnières du cinéma afro-américain. 

## Biographie
Fronza Woods est née à Detroit. Dans les années 1980, elle s'installe dans le département de l'Aude, dans le sud de la France. 
Fronza Woods a dirigé, écrit et produit des films indépendants, notamment Killing Time et Fannie's Film. Avant de réaliser ses propres films, Fronza Woods a travaillé sur des courts-métrages au Women's Interart Center à Hell's Kitchen. Elle a également travaillé comme cinéaste invitée dans le programme Artist in the Schools de la Lincoln Center Film Society. 
Fronza Woods est ingénieure du son pour le film de John Sayles, The Brother From Another Planet. Elle intervient dans le film de 1985, The Man Who Envied Women. Dans son rôle dans l'industrie cinématographique, FronzaWoods a déclaré « Je pense que les divisions hommes-femmes sont plus déterminantes ». Fronza Woods déclare avoir été influencée par des personnalités aussi diverses que Bill Moyers, Malcolm X, Georgia O'Keefe.  

## Héritage et impact culturel
Fronza Woods est l'une des premières réalisatrices afro-américaine. Elle fait partie des pionnières du cinéma afro-américain.  
Richard Brody a qualifié Killing Time de « tout simplement l'un des meilleurs courts métrages que j'ai jamais vus ». Melissa Anderson de Village Voice a loué le film de Woods, Fannie's Film : « elle rend indélébiles les faits banals de la vie de Drayton. » Hyperallergic écrit que Fronza Woods donne une plate-forme à des femmes autrement invisibles comme Drayton et appelle le documentaire « extraordinaire ». Le New York Times a écrit que Fronza Woods « contenait avec humour mais d'une manière émouvante l'existence » dans Killing Time.

## Courts métrages

### Killing Time (1979)
Killing Time est un court métrage narratif de 1979 écrit et réalisé par Fronza Woods. Le film suit une femme (connue sous le nom de Sage Brush) alors qu'elle se prépare à se suicider. La durée du film est de 9 minutes. 

### Fannie's Film (1982)
Fannie's Film est un documentaire de 1982 qui suit Fannie Drayton, une femme de ménage âgée de 65 ans. Le film est raconté du point de vue de Fannie Drayton et dure 15 minutes. Fannie's Film a été sélectionné pour le Festival international de films de femmes de Créteil en 1985.